# علا کاطع
علا کاطع (عربی: علاء كاطع؛ زاده ۳ مهٔ ۱۹۸۷) یک بازیکن فوتبال اهل عراق است.
وی همچنین در تیم ملی فوتبال عراق بازی کرده است.